# Afrânio da Costa
Afrânio Antônio da Costa (ur. 14 marca 1892 w Macaé, zm. 26 czerwca 1979 w Rio de Janeiro) – brazylijski strzelec, dwukrotny medalista olimpijski.

## Kariera
Afrânio da Costa uczestniczył na Letnich Igrzyskach Olimpijskich 1920 w Antwerpii. Podczas tych igrzysk wziął udział w dwóch konkurencjach strzelectwa: pistolet dowolny, 50 m, indywidualnie (2. miejsce) i pistolet dowolny, 50 m, drużynowo (3. miejsce). Były to jego jedyne igrzyska olimpijskie.